# Nomi Rubel
Nomi Rubel (eigentlich Senta Nomi Grosvogel-Rubel, geboren Senta Petzon) (* 31. Januar 1910 in Magdeburg; † 11. September 1996 in New York City, USA) war eine deutsch-amerikanische Schriftstellerin, Regisseurin und Theaterleiterin.

## Leben
Nomi war das einzige Kind des jüdischen Kaufmanns Julius Petzon. Die Familie lebte im Magdeburger Stadtteil Sudenburg im Haus Halberstädter Straße 126a, heute Nummer 48. Nach Schulbesuchen in Magdeburg und Hannover ging sie ab 1927 an einer höheren Handelsschule in Berlin in die Lehre. Einen Lehrabschluss erlangte sie jedoch nicht.
Sie engagierte sich in einem Laienspielensemble der Sozialistischen Arbeiterjugend. Beim Central-Verein deutscher Staatsbürger jüdischen Glaubens absolvierte sie ein Volontariat. Später arbeitete sie für den im Eigentum des Vereins stehenden Philo-Verlag. Nomi schrieb bereits Erzählungen. Erich Ollenhauer nahm ihre Erzählung „Der wilde Baum“ für eine Veröffentlichung in der Zeitschrift Vorwärts an. Es ergaben sich dann mehrere Arbeiten Nomis für die Jugendbeilage dieser Zeitschrift.
Noch im Alter von 17 Jahren kehrte sie nach Magdeburg zurück und veröffentlichte in der Magdeburger Volksstimme und in jüdischen Publikationen.
Bereits 1928 heiratete sie Herbert Lubranschik, einen jüdischen Sozialdemokraten aus Schönebeck (Elbe). 1929 wurde sie Mutter eines Sohnes Ernst Joseph. Die Familie übersiedelte dann nach Berlin. Hier wurde 1932 das erste Theaterstück der Künstlerin Odette. Ein Spiel für den Frieden uraufgeführt, welches zu Toleranz und Verständigung zwischen Deutschen und Franzosen aufrief.
Nach der 1933 erfolgten Machtergreifung der Nationalsozialisten ging die Familie 1934 ins Exil nach Palästina. Die Ehe zerbrach. 1935 wurde der zweite Sohn Arye geboren. In Haifa heiratete Nomi den rumänischen Juden Meir Rubel.
Neben einer beruflichen Tätigkeit als Leiterin (und Gründerin) von Kindergärten schuf Nomi weitere Erzählungen und Schauspielstücke in deutscher Sprache. In dieser Zeit entstanden die Stücke Die Töchter (1935/1936) und Der Streik (1938) die vom Moadim-Bühnenverlag von Margot Klausner übernommen wurden. Klausner ermöglichte Nomi Rubel ein Wirken am Habimah Theater. Nomi lernte Sammy Gronemann, Max Zweig, Leah Goldberg, Max Brod und Dov Stock kennen, von denen sie unterstützt wurde.
1948 wanderte Nomi Rubel in die USA nach New York aus, wo ihre Eltern lebten. Dem vorausgegangen war ein Scheitern der zweiten Ehe, ein lebensbedrohlicher Zustand ihres Sohnes Arye, eine eigene Krankheit und die verschärften sozialen Verhältnisse nach dem Krieg um die Unabhängigkeit Israels.
Ein künstlerischer Erfolg stellt sich in den USA zunächst nicht ein. Nach der 1949 in New York erfolgten Uraufführung ihres Stücks The Fight for the Forest schreibt Nomi Rubel über 10 Jahre kein Bühnenstück mehr.
Ende der 1950er Jahre studierte sie dann Regie bei Herbert Berghof in New York. Sie gründete The Pegasus Players. 1961 ging sie auf eine Deutschland-Tournee, wobei auch die Kurt Pinthus gewidmete Komödie The Lost Voice aufgeführt wurde. In der folgenden Schaffenszeit von fast 20 Jahren schuf sie annähernd 30 Theaterstücke, die zur Aufführung gelangten. Sie trat in den USA in die Dramatists Guild of America ein. 1980 wurde sie auch Mitglied des Verbandes deutschsprachiger Schriftsteller Israels. Durch einen Beschluss auf der 5. Generalversammlung des Vereins am 14. April 1981, dass nur stetig im Land wohnende und lebende Autoren das Recht auf Vereinszugehörigkeit erhalten dürften, wurde ihre Mitgliedschaft wieder aufgehoben.
Zwischen 1977 und 1979 entstanden autobiographische Notizen, die jedoch nicht veröffentlicht wurden. 1992 schuf sie einen ersten autobiographischen Roman Schwarz-braun ist die Haselnuß. Auch der 1996 folgende weitere Roman Jardena. Die Geschichte eines neuen Lebens in einem alten Land war autobiographisch geprägt. In ihrem letzten Lebensjahr kehrte sie zu Besuchen in ihre Geburtsstadt Magdeburg zurück.

## Wirken
Trotz des Holocaustes sah sich Rubel in der Tradition der jüdisch-deutschen Kultur, wobei sie sich auf die Suche nach der jüdischen Identität machte. In ihren Werken thematisierte sie einerseits die Erfahrungen ihrer Generation von Vertreibung, Tod, Trennung und Einsamkeit und suchte andererseits nach Verständigung und Toleranz.

## Ehrungen
Ihre Geburtsstadt Magdeburg benannte ihr zu Ehren eine Straße als Nomi-Rubel-Straße. In Wolmirstedt wurde die Niederlassung der Arbeiterwohlfahrt nach Nomi Rubel benannt.

## Werke

### Erzählungen
- Der wilde Baum, 1927

### Theaterstücke
- Odette. Ein Spiel für den Frieden, 1932
- Die Töchter, 1935/36
- Der Streik, 1938
- The Fight for the Forest, 1949
- The Lost Voice, 1961
- Victoria, 1963/65
- The Hoot of the Owl, 1966
- Remember me, 1976

### Romane
- Der Zirkus des fliegenden Kamels. Ein Tel Aviver Roman, 1939
- Ruth, 1943
- My Brother Cain, 1965
- The Eternal Circle, 1975
- The Generals Daughter, 1987
- Schwarz-braun ist die Haselnuß, 1992
- Jardena. Die Geschichte eines neuen Lebens in einem alten Land, 1996